# Władysław Siwek (malarz)
Władysław Siwek (ur. 1 kwietnia 1907 w Niepołomicach, zm. 27 marca 1983 w Warszawie) – polski malarz, grafik i ilustrator.

## Życiorys

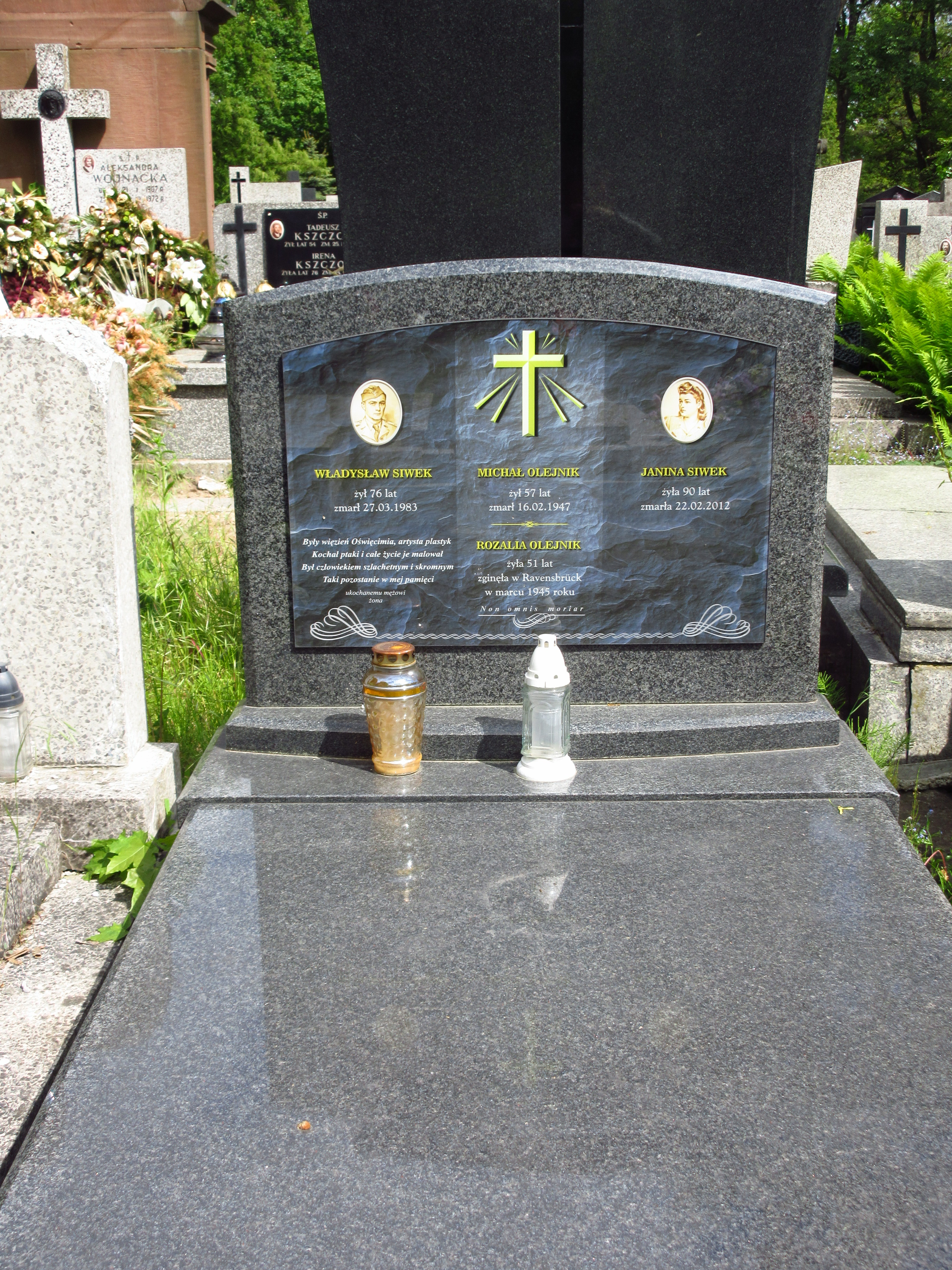
Grób Władysława Siwka na cmentarzu Bródnowskim

Ukończył szkołę ludową w Niepołomicach i V Gimnazjum w Krakowie. W latach 1929–1939 pracował w Dyrekcji Okręgowej Kolei Państwowych w Krakowie, studiując równocześnie przez krótki okres w krakowskiej Akademii Sztuk Pięknych. W styczniu 1940 aresztowany w Niepołomicach i osadzony w niemieckim obozie koncentracyjnym w Auschwitz (numer obozowy 5826). W obozie pełnił funkcję liternika, malującego tablice ostrzegawcze. Malował również obrazy, przedstawiające budowę obiektów obozowych i potajemnie portretował więźniów- wykonał około dwóch tysięcy portretów, które zaginęły. W latach 1944–1945 więziony w obozie w niemieckim obozie koncentracyjnym Sachsenhausen, uwolniony 3 maja 1945. W latach 1948–1951 wykonywał na zlecenie Państwowe Muzeum Auschwitz-Birkenau w Oświęcimiu obrazy olejne, akwarelowe oraz rysunki ilustrujące prace i życie więźniów. Pracował też w muzeum jako kierownik Wydziału Oświaty (1951-1953) i pełnił obowiązki dyrektora (1952-1953).
Ilustrował albumy i atlasy przyrodnicze, do tekstów Włodzimierza Puchalskiego („W krainie łabędzi” (1956), „Wyspa kormoranów” (1957) ), Władysława Szafera („Chronione w Polsce gatunki roślin” (1958). Od 1962 mieszkał w Warszawie, współpracując z Państwowymi Zakładami Wydawnictw Szkolnych. Wykonywał ilustracje dla atlasów przyrodniczych (Ptaki Polski”, 1965, „Gady jadowite”, 1969, "Ptaki Europy" 1982), podręczników zoologii a także do Wielkiej encyklopedii powszechnej. Pochowany na cmentarzu Bródnowskim (kwatera 27E-4-5).